# Jezioro Aralskie

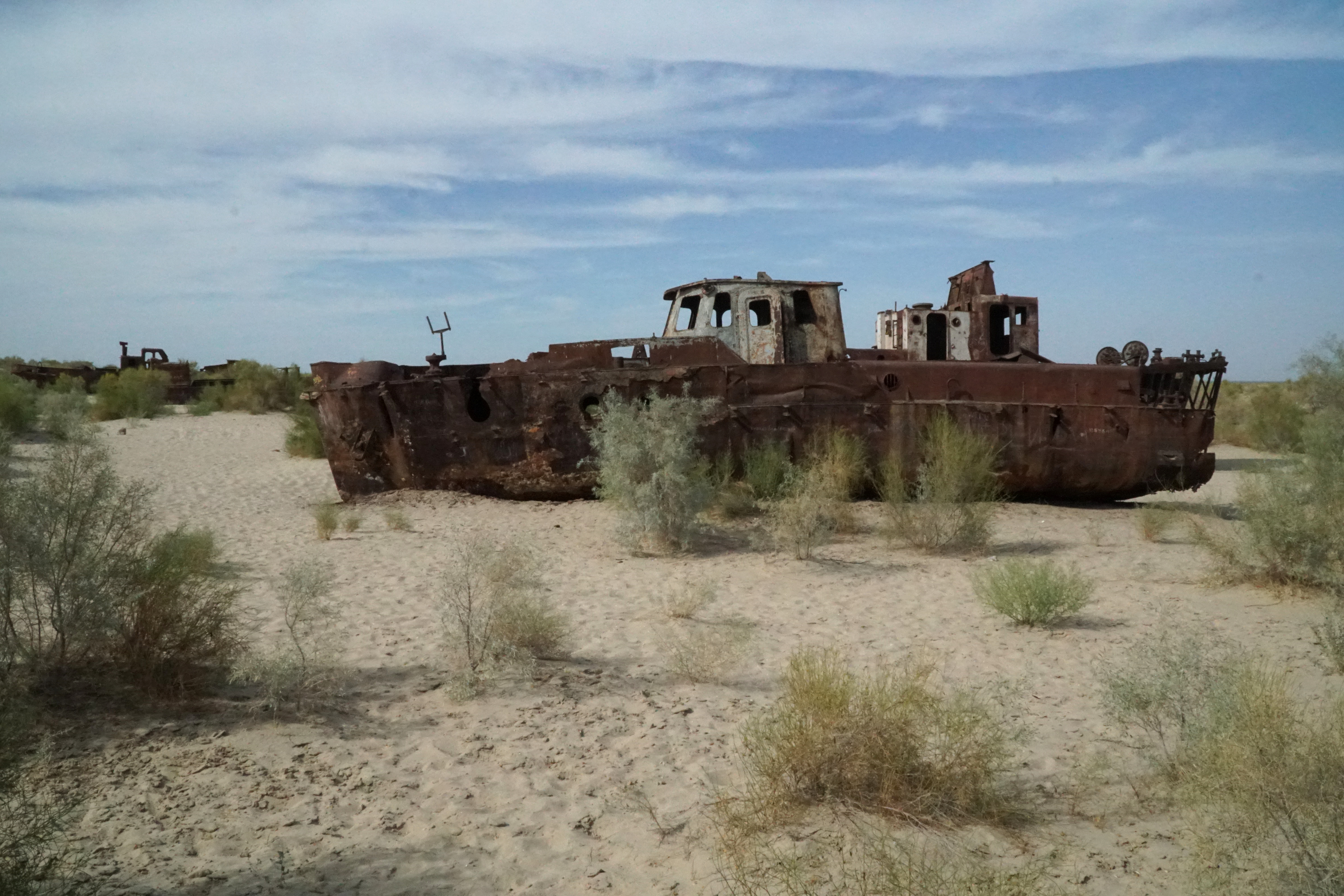

Jezioro Aralskie (nazywane Morzem Aralskim; kaz. Арал теңізі, Arał tengyzy; ros. Аральское море, Aralskoje morie; uzb. Orol dengizi; karak. Aral tenʻizi) – bezodpływowe, reliktowe, słone jezioro w Kazachstanie i Uzbekistanie, które zniknęło wskutek ludzkiej działalności. W jego miejscu znajdują się obecnie trzy oddzielne zbiorniki: Jezioro Północnoaralskie, jezioro Barsakelmes, oraz Jezioro Południowoaralskie.
W latach 60. XX w. było to czwarte pod względem powierzchni jezioro na Ziemi. Od tego czasu stale kurczy się z powodu odprowadzania wody z zasilających jezioro rzek Amu-daria i Syr-daria w celach irygacyjnych. Już w roku 1918 władze sowieckie zdecydowały, że na suchych połaciach późniejszych Kazachskiej SRR, Uzbeckiej SRR i Turkmeńskiej SRR, wzdłuż Amu-darii i Syr-darii uprawiana będzie na wielką skalę bawełna, która ma się stać „białym złotem”, podstawą ekonomii tych republik. W wyniku tych działań Republika Uzbecka wkrótce stała się (i do dziś Uzbekistan pozostaje) największym eksporterem bawełny na świecie. Jednocześnie w regionie doszło do jednej z największych katastrof ekologicznych w historii ludzkości.

## Zanik jeziora

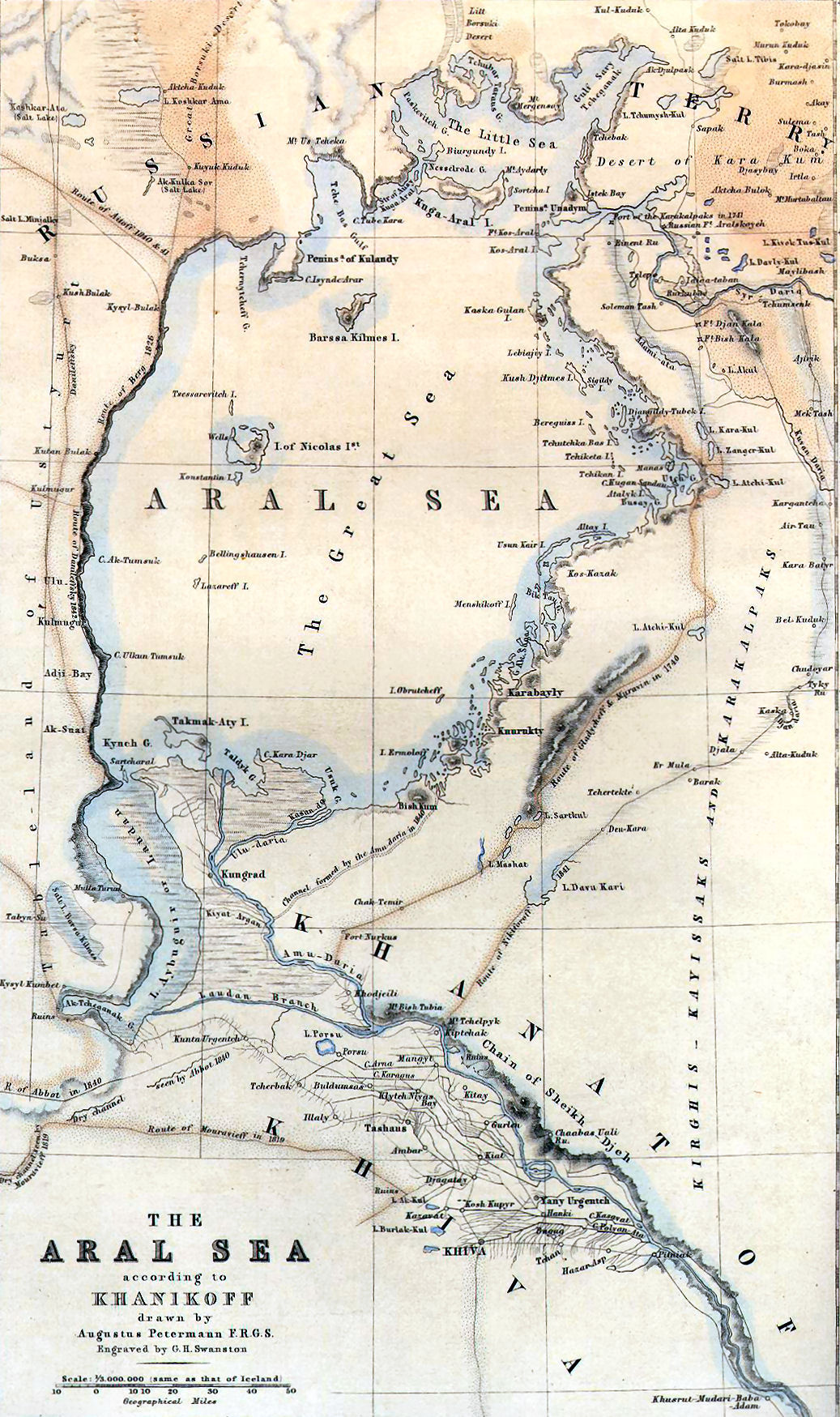
Jezioro Aralskie w 1851. Na mapie zaznaczony jest długi zalew na południowym zachodzie jeziora zasilany przez odnogę Amu-darii

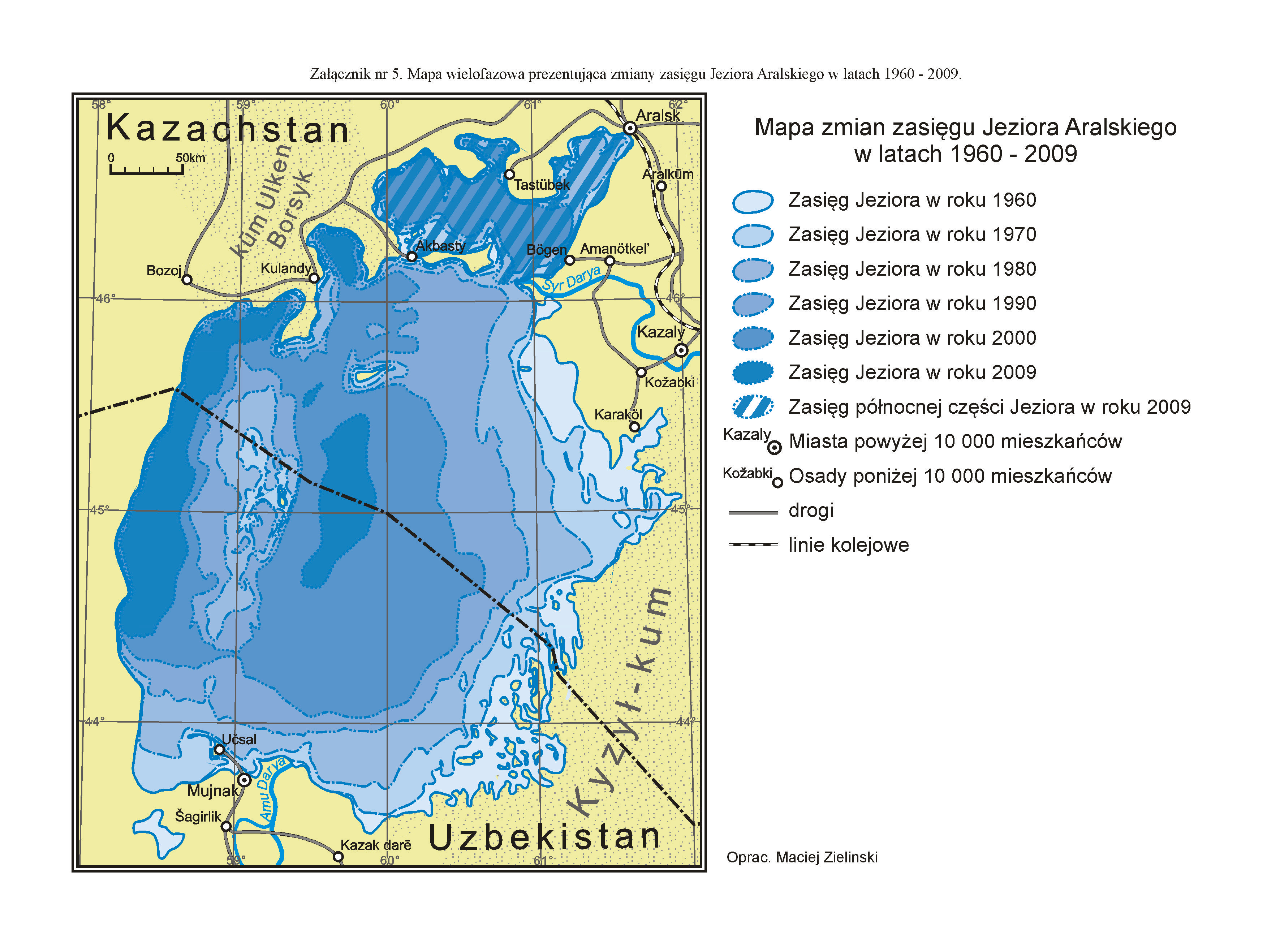
Zanikanie jeziora od 1960 do 2009 roku. Zredagowano w oparciu o trójwymiarowy model misy Jeziora Aralskiego, stworzony na podstawie radzieckich map w skali 1:200000 i 1:500000.

Budowa kanałów przecinających pustynne obszary Kara-kum prowadzona była na wielką skalę od lat 30., przez pierwsze dziesięciolecia całkowicie wbrew wszelkim zasadom sztuki hydrologicznej. W rezultacie aż od 30 do 70% wody, odbieranej rzekom Syr-daria i Amu-daria bezpowrotnie wsiąkało w glebę lub parowało, nie docierając ani do upraw, ani do jeziora. Szacuje się, że do 1960 od 20 do 50 km³ wody zamiast zasilić jezioro – wsiąkło w ziemię. Nawet do dziś tylko 12% długości kanałów nawadniających uszczelniono i zabezpieczono przed stratami wody. Część wód Amu-darii trafia ponadto do znajdującej się na zachód od rzeki Kotliny Sarykamyskiej, gdzie wypełnia powstałe w ciągu XX wieku słone Jezioro Sarykamyskie.

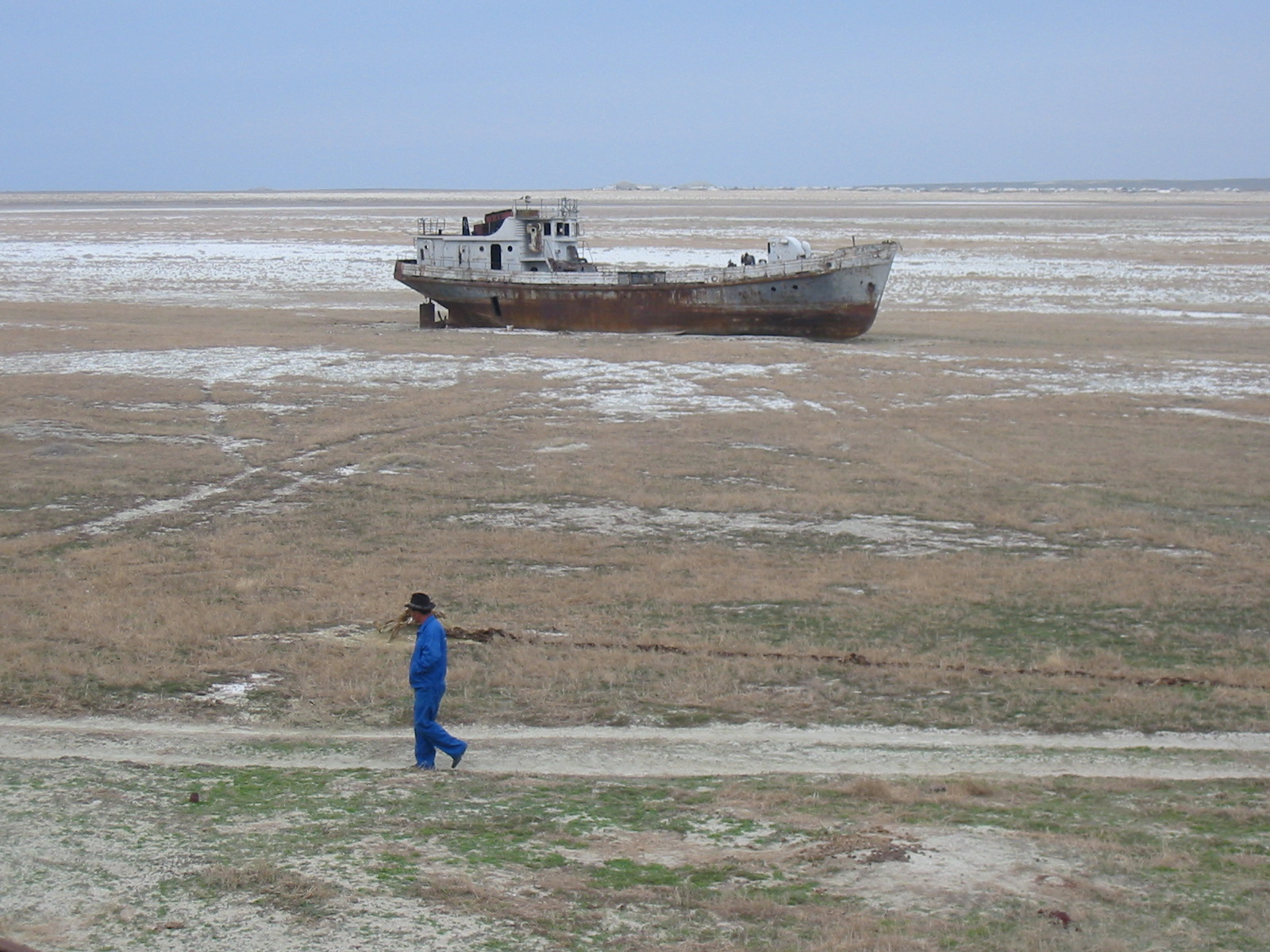
Na nowo powstałej pustyni można spotkać statki – nawet kilkadziesiąt kilometrów od obecnego brzegu

Od lat 60. poziom wody w Jeziorze Aralskim zaczął systematycznie opadać w tempie około 20 cm rocznie. W następnej dekadzie już 50–60 cm rocznie, potem dalej przyspieszył i dziś wynosi nawet 80–90 cm rocznie. W 1960 roku powierzchnia jeziora wynosiła 68,5 tys. km² (niemal tyle, co powierzchnia Republiki Irlandii), do roku 2009 zmniejszyła się o ⁴⁄₅ (do 13,5 tys. km²). W 1960 r. jezioro było czwartym co do wielkości na świecie, a pod koniec I dekady XXI w. spadło na osiemnaste miejsce. Zanikanie wód jeziora doprowadziło do jednej z największych katastrof ekologicznych na obszarze byłego ZSRR, co nie było zresztą zaskoczeniem dla władz sowieckich, którym raporty o przewidywanym wyschnięciu jeziora przedstawiono wiele lat wcześniej. Przeważyła jednak irracjonalna teza, że powstanie i istnienie jeziora Aralskiego jest „oczywistą pomyłką natury”, a bieżące potrzeby społeczeństwa sowieckiego Uzbekistanu są ważniejsze od opinii ekologów. Wykorzystanie wód Amu-darii i Syr-darii do nawadniania rosło nadal mimo obserwowanego zanikania jeziora i w okresie między 1960 a 1980 rokiem podwoiło się. W tym samym czasie podwoiła się też skala produkcji uzbeckiej bawełny. Woda z Amu-darii i Syr-darii wykorzystywana jest nie tylko do upraw bawełny, ale i ryżu. Na terenach niemal pustynnych zakładano plantacje monokultur roślin o dużym zapotrzebowaniu wody. Nadmierna gospodarka rolno-spożywcza i wodna (na utrzymanie sieci kanałów w czasach ZSRR wydawano około 25$/ha, obecnie 1,5$ – 10$) doprowadziła do zahamowania zasilania z rzek.

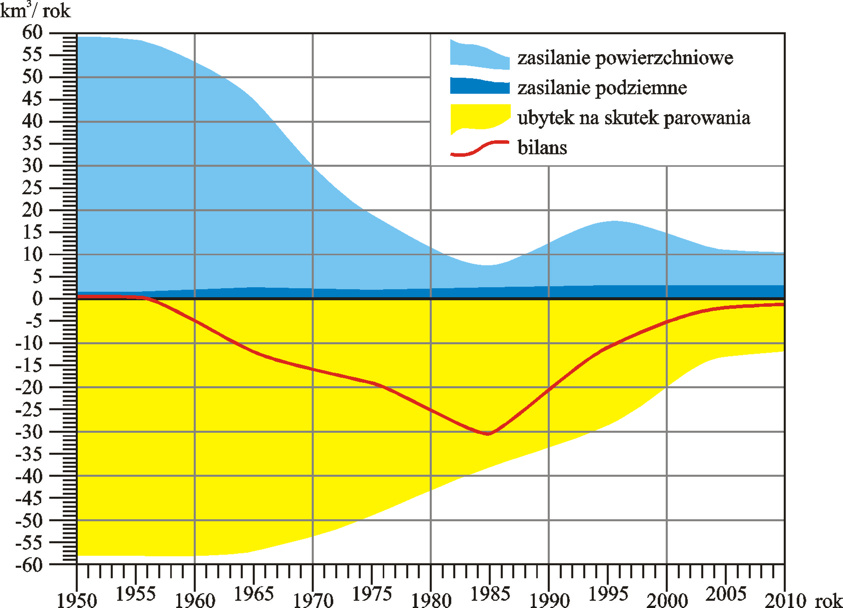
Udział dostaw wody z Syr-darii i Amu-darii (zasilanie powierzchniowe), zasilania podziemnego i wielkość parowania z powierzchni jeziora w ogólnym bilansie wodnym

1960–2014

Wzrost produkcji bawełny nie równoważył jednak ponoszonych kosztów. Już w latach osiemdziesiątych załamał się przemysł przetwórstwa rybnego w Aralsku i innych miejscowościach. Przed wyschnięciem jeziora większość okalających go wsi utrzymywała się z rybołówstwa oraz turystyki. Gdy jezioro zaczęło wysychać z jego okolic wyemigrowało 100 tys. ludzi, część osiadła nad Morzem Kaspijskim. Niemal wszystkie organizmy zamieszkujące wody Jeziora Aralskiego wymarły na skutek drastycznego wzrostu zasolenia, a wśród mieszkańców regionu znacząco wzrosła częstość występowania takich chorób jak gruźlica, tyfus, niedokrwistość, a u noworodków także upośledzenia umysłowe. Szacuje się, że koszty zapaści gospodarki rolno-spożywczej i turystyki, a przede wszystkim pomoc humanitarna to średnio dwa miliardy dolarów rocznie.
Pustynia powstała na dnie wyschłego jeziora nazywana jest Aral-kum, a jej powierzchnia wynosi 50 tys. km² i jest zanieczyszczona pestycydami i nawozami, spływającymi uprzednio do tego zbiornika wodnego. Wysychanie Jeziora Aralskiego miało także wpływ na klimat w Europie. Konsekwencje wysychania Jeziora Aralskiego:
klimatyczne i ekologiczne
- zmiany mezoklimatyczne (w kierunku charakteru kontynentalnego);
- degeneracja ekosystemów delt rzecznych;
- wzrost liczby burz piaskowych i solno-pyłowych;
- totalne wyniszczenie przemysłu rybackiego;
- skrócenie okresu wegetacyjnego;
- spadek produktywności pól;

zdrowotne
- zwiększenie liczby osób zapadających na ciężkie choroby (padaczka, tyfus, zapalenie żołądka, białaczka);
- wzrost kłopotów z oddychaniem (astma oskrzelowa, bronchit);
- choroby płodowe i wzrost śmiertelności niemowląt.

## Perspektywy
W 2003 roku ruszył ambitny projekt – jedno z największych przedsięwzięć – wspierany przez Bank Światowy podwyższenia poziomu wód w północnym skrawku jeziora Aralskiego i przywrócenia mu dawnej świetności. Mocno zaangażowany jest w to prezydent Kazachstanu. W sierpniu 2005 ukończono Tamę Kökarał, która oddzieliła wody północnej części Jeziora Aralskiego, nazywanego obecnie Jeziorem Północnoaralskim od jego znacznie większej południowej części. Tamę tę wzniesiono w przewężeniu jeziora, na przedłużeniu naturalnego półwyspu Kökarał i od niego wzięła nazwę. Od tego czasu poziom zasilanego wodami Syr-Darii Jeziora Północnoaralskiego podniósł się, a jego zasolenie spadło, kosztem jednak wód południowej części jeziora. Planowano podnieść poziom wody na tyle, by w 2015 Aralsk (Arał) mógł ponownie funkcjonować jako port (w 1990 r. znajdował się 100 km od brzegu).
Efekty powstania tamy okazały się lepsze niż planowano, bowiem w dziesięć lat od jej powstania lustro wody podniosło się o 12 m (przed wyschnięciem głębokość w tym rejonie wynosiła do 25 m), a linia brzegowa przybliżyła się na 15 km od wyjściowej linii brzegowej sprzed zaniku jeziora. Spowodowało to częściowe odtworzenie bioróżnorodności, powrót niewielkiej części dawnych mieszkańców i powolne odradzanie się rybołówstwa i przemysłu przetwórczego.
Nie planuje się rewitalizacji południowej części jeziora w przewidywalnej przyszłości. Obszar objęty pustynnieniem jest zbyt duży, a parowanie wód zbyt intensywne, żeby podobne przedsięwzięcie było możliwe. Wschodni basen jeziora zanikł całkowicie w maju 2009 roku, jednak później został ponownie napełniony wodą z topniejącego śniegu i wód gruntowych. Zachodni basen jest znacznie głębszy; budowa kanału, który odprowadzałby wody Amu-Darii bezpośrednio do tego zbiornika, mogłaby zmniejszyć jego zasolenie i umożliwić odrodzenie rybołówstwa w regionie. Jednak żadna z organizacji uczestniczących w pomocy obszarom dotkniętym tą katastrofą nie planuje wydatków na ten cel.
W 2025 władze Kazachstanu podjęły decyzję o zalesieniu wyschniętej części jeziora.
Co więcej z badań geologicznych wynika, że poziom wody w Jeziorze Aralskim również w przeszłości podlegał dużym wahaniom i najprawdopodobniej zbiornik wielokrotnie wysychał, a potem samoistnie napełniał się wodą.

## Zagrożenia
Co najmniej od lat 60. XX w. na znajdującej się na Jeziorze Aralskim wyspie Wozrożdienija (Odrodzenia) znajdował się sowiecki tajny poligon broni biologicznej. Z powodu stale postępującego wysychania jeziora, mniej więcej pomiędzy czerwcem 2000 a czerwcem 2001 zanikł pas wody dzielący południowy brzeg wyspy od lądu stałego – terytorium Uzbekistanu. Od tego czasu żyjące w tym rejonie zwierzęta lądowe mogą bez przeszkód przemieszczać się pomiędzy byłym poligonem a otaczającym go terytorium, co w istotny sposób zwiększa niebezpieczeństwo niekontrolowanego i niedającego się przewidzieć rozprzestrzeniania z porzuconych laboratoriów nieznanych szczepów groźnych drobnoustrojów. W 2002 roku przeprowadzono ekspedycję, podczas której zneutralizowano 100–200 ton pozostawionego tam wąglika.
Konsekwencjami pustynnienia terenu po jeziorze są liczne problemy społeczne, a w szczególności zdrowotne, m.in. gruźlica. Nowo powstała pustynia Aral-kum, zajmująca obszar dawnego dna jeziora, jest skażona środkami ochrony roślin spłukiwanymi z pól przez kanały nawadniające. W rejonie tym wieje silny wiatr zachodni, który przenosi pył i zanieczyszczenia na odległość tysięcy kilometrów. Na obszarze wyschniętej misy jeziornej i okolicach występują burze solne – na podobieństwo burz piaskowych przenoszą one drobinki soli na ogromne odległości. Przyczynia się to do rozszerzania się strefy pustynnej, niszczenia upraw oraz ogromnego wzrostu zachorowalności na raka układu oddechowego, schorzenia wzroku i zmiany skórne.

## Zdjęcia satelitarne

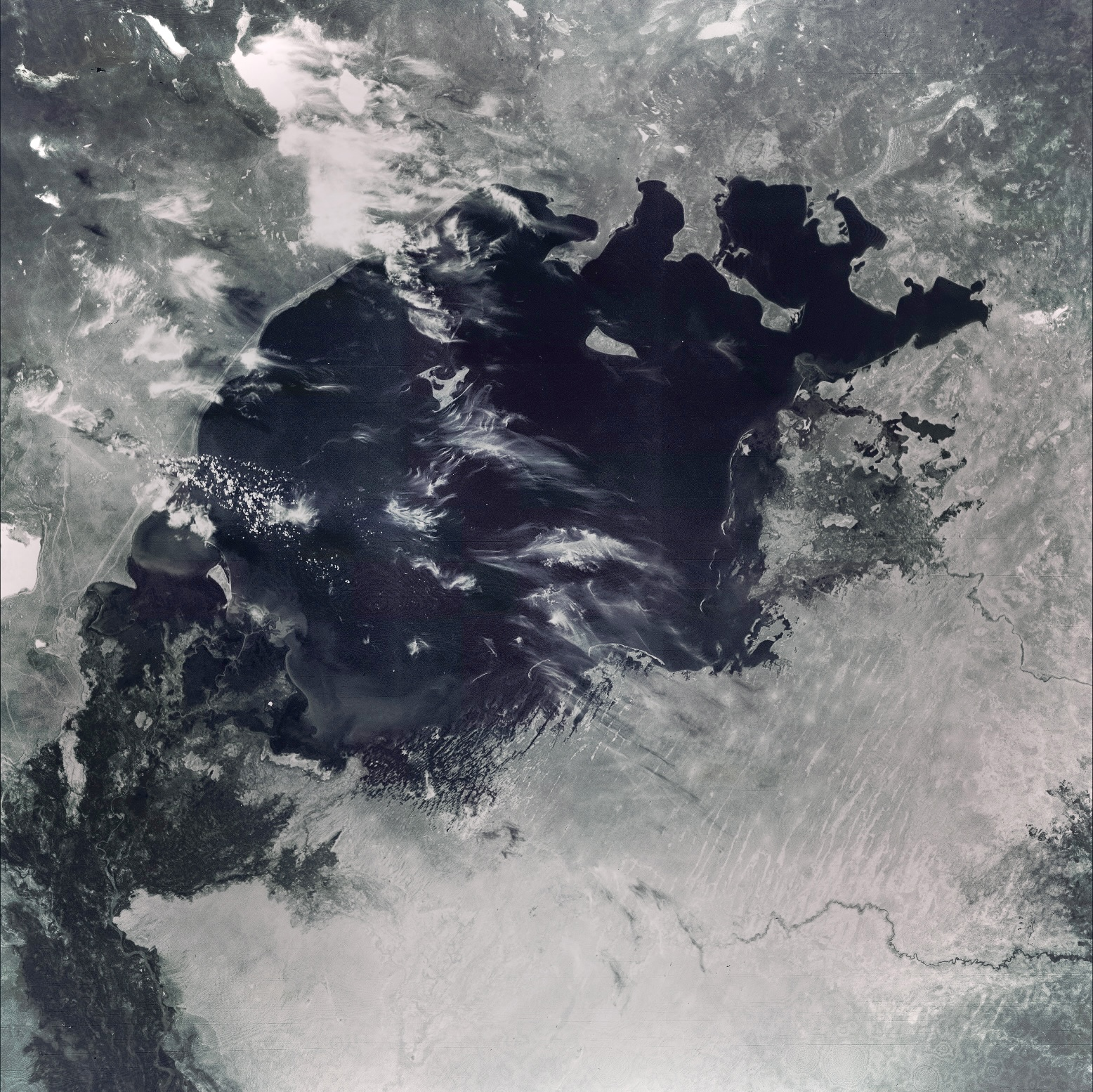
Zdjęcie z 1964 roku
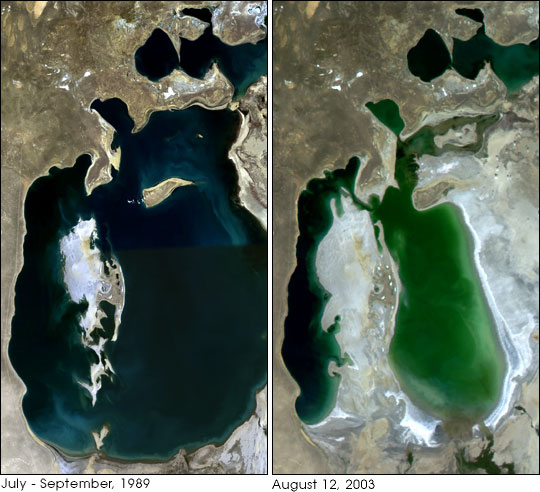
Wysychanie wód Jez. Aralskiego: zdjęcia z 1989 i 2003 roku
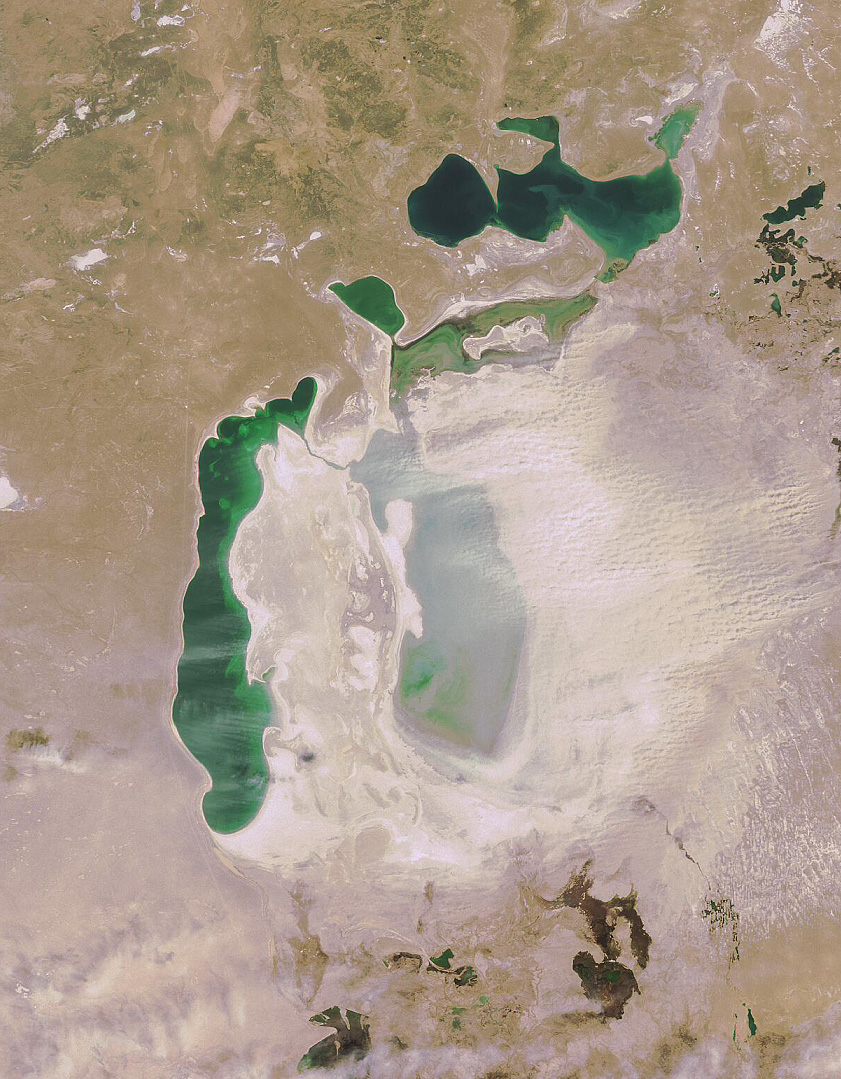
Jeziora pozostałe w kwietniu 2008
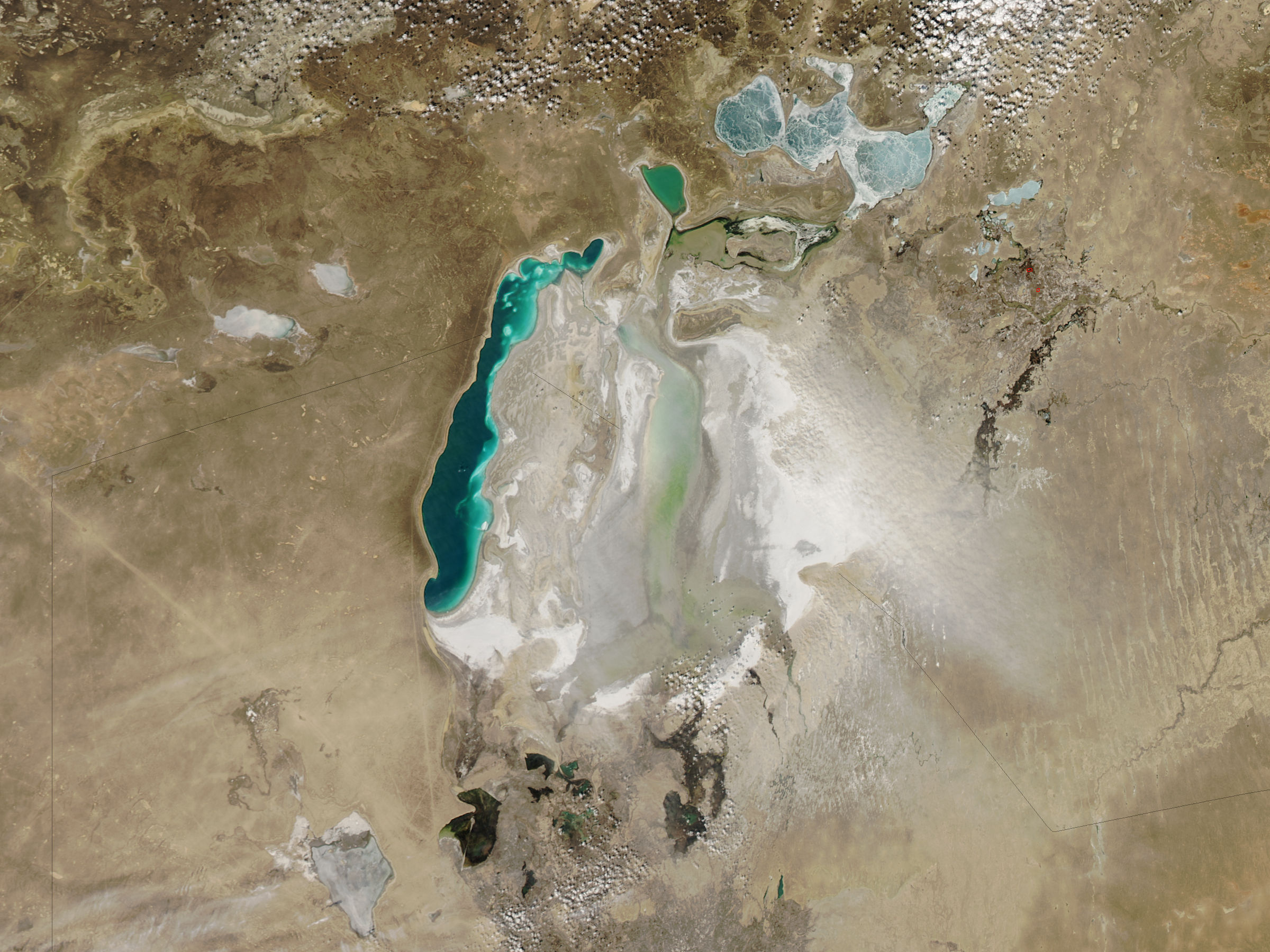
Burza pyłowa nad pustynią Aral-kum w marcu 2010 roku
Animacja przedstawiająca zmiany powierzchni jeziora od 2000 do 2011 roku